# ناينتي ون
ناينتي ون هي فرقة فتيان كازخية تأسست في 2015.

## روابط خارجية
ناينتي ون على موقع ميوزك برينز (الإنجليزية)